# Miss Costa Rica 2014
Miss Costa Rica 2014 es la 59.ª edición del certamen Miss Costa Rica, que se llevó a cabo por tercer año consecutivo en el Estudio Marco Picado en La Sabana el día 30 de mayo de 2014 a las ocho de la noche, donde diez candidatas de distintas regiones del país compitieron por la corona. Al final del evento, Fabiana Granados, Miss Costa Rica 2013, coronó a Karina Ramos como su sucesora.
La ganadora del certamen representará a Costa Rica en el Miss Universo 2014.
Por motivo de ser la 59.ª edición del certamen Miss Costa Rica y 40.ª edición bajo la franquicia a cargo de Teletica, la organización usará como lema: "Viva la Belleza".

## Resultado

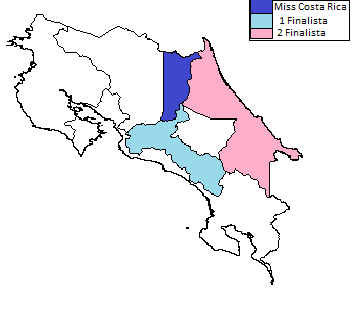
Provincia de la Ganadora, Provincia de la Primera Finalista y Provincia de la Segunda Finalista.

| Resultado            | Candidata                       |
| -------------------- | ------------------------------- |
| Miss Costa Rica 2014 | - Heredia - Karina Ramos        |
| 1.ª finalista        | - San José - Carolina Rodríguez |
| 2.ª finalista        | - Limón - Carolina Arias        |

## Premios especiales "RETOS"
| Premio                       | Candidata Ganadora     |
| ---------------------------- | ---------------------- |
| Reto de Baile de los años 50 | Keren Alvarado         |
| Imitando a Chaplin           | Verónica Chavarría     |
| Reto Saba Multi Estilo       | María Amalia Matamoros |
| Desafío Piel Lederm          | Karina Ramos           |

## Proceso de inscripción
Se realizó desde el 14 de febrero de 2014 hasta el 14 de marzo de 2014. Las mujeres que desearan participar del proceso de elección de las chicas que pasaran a la ronda preliminar debían inscribirse en la página web de la Organización Miss Costa Rica Universe, cumpliendo con ciertos requisitos pedidos. Después de ello deberían esperar a que estuviesen inscritas alrededor de 60 chicas que pasarían a la ronda preliminar.

## Competencia preliminar
El jueves 20 de marzo se llevó a cabo la competencia preliminar donde alrededor de 60 chicas tuvieron que desfilar en traje cóctel, traje de baño y una entrevista con un jurado incluida la actual Miss Costa Rica Fabiana Granados, de ahí es donde saldrán solamente 10 chicas que serán las candidatas oficiales al certamen.

## Noche final
Las diez candidatas fueron presentadas oficialmente a la prensa y al público costarricense el día 5 de mayo en el Teatro Espressivo, Curridabat bajo la conducción de Nancy Dobles. La noche final fue el día 30 de mayo a las 8 p. m. de la hora local donde se coronó a Karina Ramos como representante de Costa Rica ella participara en Miss Universo 2014 además de que también será la Reina de las Causas Nobles de Teletica

### Presentadores
La conducción de la Noche Final estuvo a cargo de :
- Nancy Dobles: Presentadora, originaria de Puntarenas es una de las personas más queridas de la televisión tica, 15 años de experiencia en la televisión. Será el tercer Miss Costa Rica que conduce.
- Carlos Reyes: Es el director del programa 7 estrellas, procedente de Colombia con 15 años viviendo en Costa Rica y con 9 años trabajando en Teletica. Será el primer año que conduce Un Miss Costa Rica en el año 2013 también fue conductor durante el Miss Costa Rica 2013
- Walter Campos: Será el conductor backstage de esta edición. Es presentador en el programa matutino Buen Día además de ser el traductor de Teletica en varios programas como el Miss Universo y los Premios Óscar.
- Mario Giacomelli: Será el primer año en el que conduzca en backstage. Es crítico cinematográfico debido a la 40 edición del concurso y tener un tema "Vintage" dedicado al cine antiguo estará en esta edición
- Shirley Álvarez: Es quien se encarga de hablar con las misses anteriores sobre sus experiencias y quien da anuncios de los patrocinadores del concurso.

### Jurado
Para la edición del 2014 fueron 3 los jurados que se encargaron de la elección de la nueva Miss Costa Rica
- Eddin Solís: Músico y Compositor.
- Jennifer Lang: Diseñadora.
- Óscar Suárez: Médico Cirujano.

### Entretenimiento
- Estuvo a cargo de D'Tour y Kurt Dier grupos musicales costarricenses con trayectoria internacional tocaron éxitos de los años 70

## Premios para la ganadora
- Corona y banda que la acreditan como Miss Costa Rica.
- ($8500) aproximadamente (4 millones de colones) en efectivo.
- Calzado de Barco.
- 1 año de Salón y Spa.
- Joyería fina para su año de reinado.
- Vestuario y preparación para su participación en Miss Universo 2014.
- Sesiones fotográficas oficiales como Miss Costa Rica.
- Anuncios oficiales para sus patrocinadores en Costa Rica.
- Un automóvil 0 km.
- Reina de las causas nobles de Teletica.
- Reina de las causas sociales como Miss Costa Rica.

## Candidatas oficiales
A continuación las diez candidatas oficiales sin ningún orden específico.
| Candidata              | Edad | Estatura (m) | Ciudad Natal  | Provincia |
| ---------------------- | ---- | ------------ | ------------- | --------- |
| Carolina Rodríguez     | 24   | 1,70         | San José      | San José  |
| Nazareth Carranza      | 25   | 1,71         | San Ramón     | Alajuela  |
| Karina Ramos           | 20   | 1,73         | Heredia       | Heredia   |
| Maybeth Madrigal       | 25   | 1,70         | San José      | San José  |
| Carolina Arias         | 24   | 1,71         | Pococí        | Limón     |
| Verónica Chavarría     | 23   | 1,62         | Pérez Zeledón | San José  |
| Natasha Sibaja         | 23   | 1,68         | Pérez Zeledón | San José  |
| María Amalia Matamoros | 24   | 1,79         | Grecia        | Alajuela  |
| María José Montero     | 27   | 1,70         | Heredia       | Heredia   |
| Keren Alvarado         | 24   | 1,70         | Cartago       | Cartago   |

## Resultados finales
| Posición             | Provincia | Ciudad Representada | Candidata              | Entrevista | Traje de Baño | Traje de Noche | Resultado Final |
| Miss Costa Rica 2014 | Heredia   | Heredia             | Karina Ramos           | 9.35       | 9.23          | 9.63           | 28,21           |
| 1.ª finalista        | San José  | San José            | Carolina Rodríguez     | 8,90       | 9,13          | 9,17           | 27,20           |
| 2.ª finalista        | Limón     | Pococí              | Carolina Arias         | 8,99       | 8,97          | 9,20           | 27,16           |
| 4.ª posición         | Cartago   | Cartago             | Keren Alvarado         | 9,07       | 8,97          | 9,10           | 27,14           |
| 5.ª posición         | Alajuela  | Grecia              | María Amalia Matamoros | 8,83       | 9,10          | 9,20           | 27,13           |
| 6.ª posición         | San José  | Pérez Zeledón       | Natasha Sibaja         | 8,93       | 9,07          | 8,97           | 26,97           |
| 7.ª posición         | San José  | San José            | Maybeth Madrigal       | 8,80       | 8,80          | 8,77           | 26,37           |
| 8.ª posición         | Heredia   | Heredia             | María José Montero     | 8,62       | 8,47          | 8,23           | 25,32           |
| 9.ª posición         | Alajuela  | San Ramón           | Nazareth Carranza      | 8,38       | 8,23          | 8,47           | 25,08           |
| 10.ª posición        | San José  | Pérez Zeledón       | Verónica Chavarría     | 8,63       | 8,20          | 8,17           | 25,00           |